# Manuel Eduardo de Gorostiza

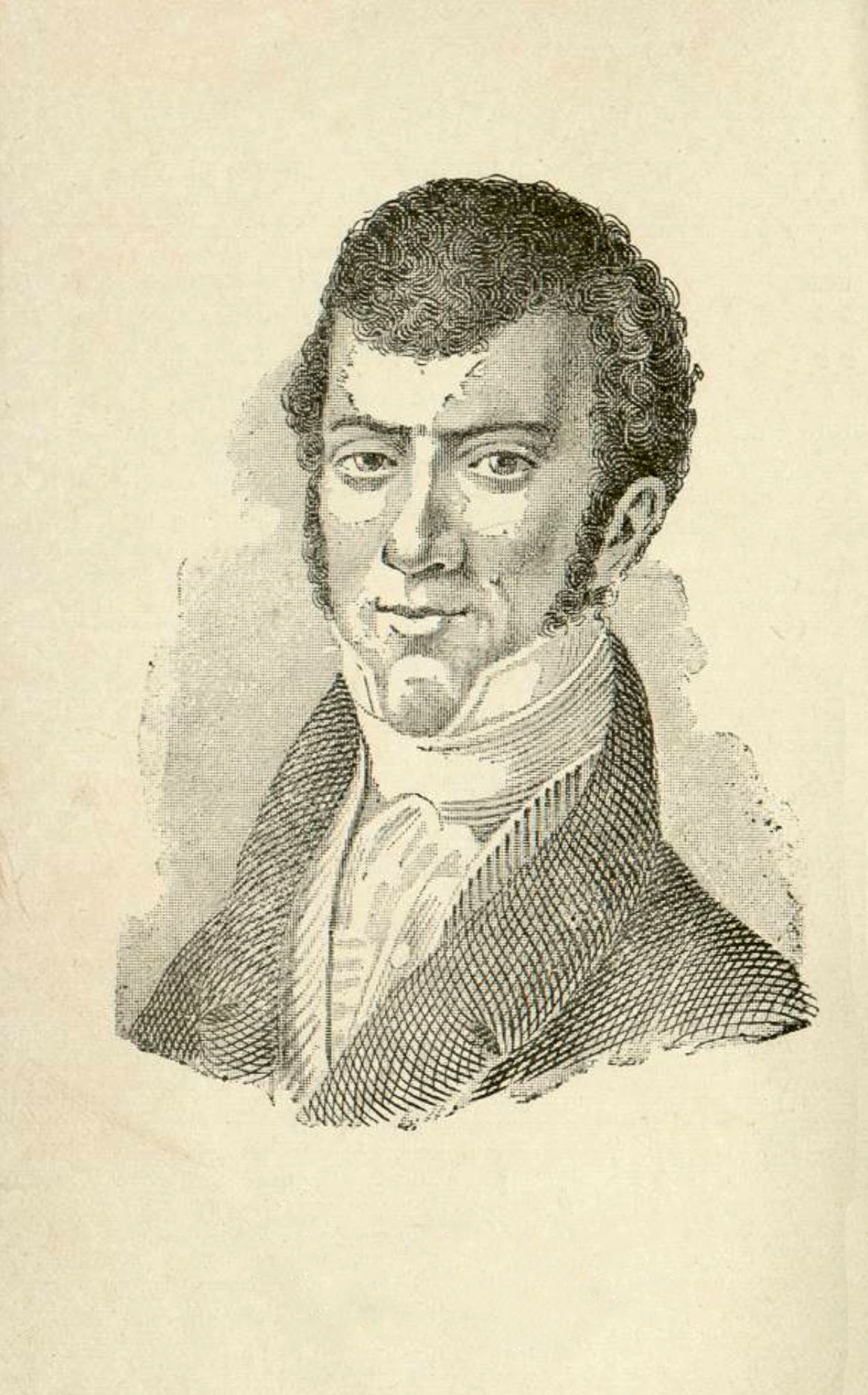
Manuel Eduardo de Gorostiza

Manuel María del Pilar Eduardo de Gorostiza y Cepeda, född den 13 oktober 1789, troligen i Veracruz, död den 23 oktober 1851, var en mexikansk komediförfattare.
Gorostiza nödgades av politiska skäl emigrera till London 1823, men återvände till Mexiko 1833. Han blev ledamot av statsrådet, senare sändebud i London, Paris och New York, därefter chef för nationalbiblioteket och slutligen direktör för nationalteatern. Som lyriker är Gorostiza av ringa betydelse, men hans dramatiska produktion är av mycken förtjänst. Han är en god skildrare av sin tids dagliga liv, i Moratíns genre, ingalunda utan kvickhet, men något enformig. 
Hans bästa arbeten anses vara: Contigo pan y cebolla 1833 (av Scribe omarbetad i "Une chaumiére et son cocur"), Indulgencia para todos, 1848 (av Laube omarbetad i Cato von Eisen), Las costumbres de antaño, El amigo intimo, Dieguito och Tal para cual ó los hombres y las mujeres. Ett urval av Gorostizas arbeten utkom i 4 band i Bryssel och Paris 1825-26 under titeln "Teatro escogido". Gorostiza finns upptagen i spanska akademiens "Catálogo de autores de la lengua".